# Хилл, Дэвид (музыкант)

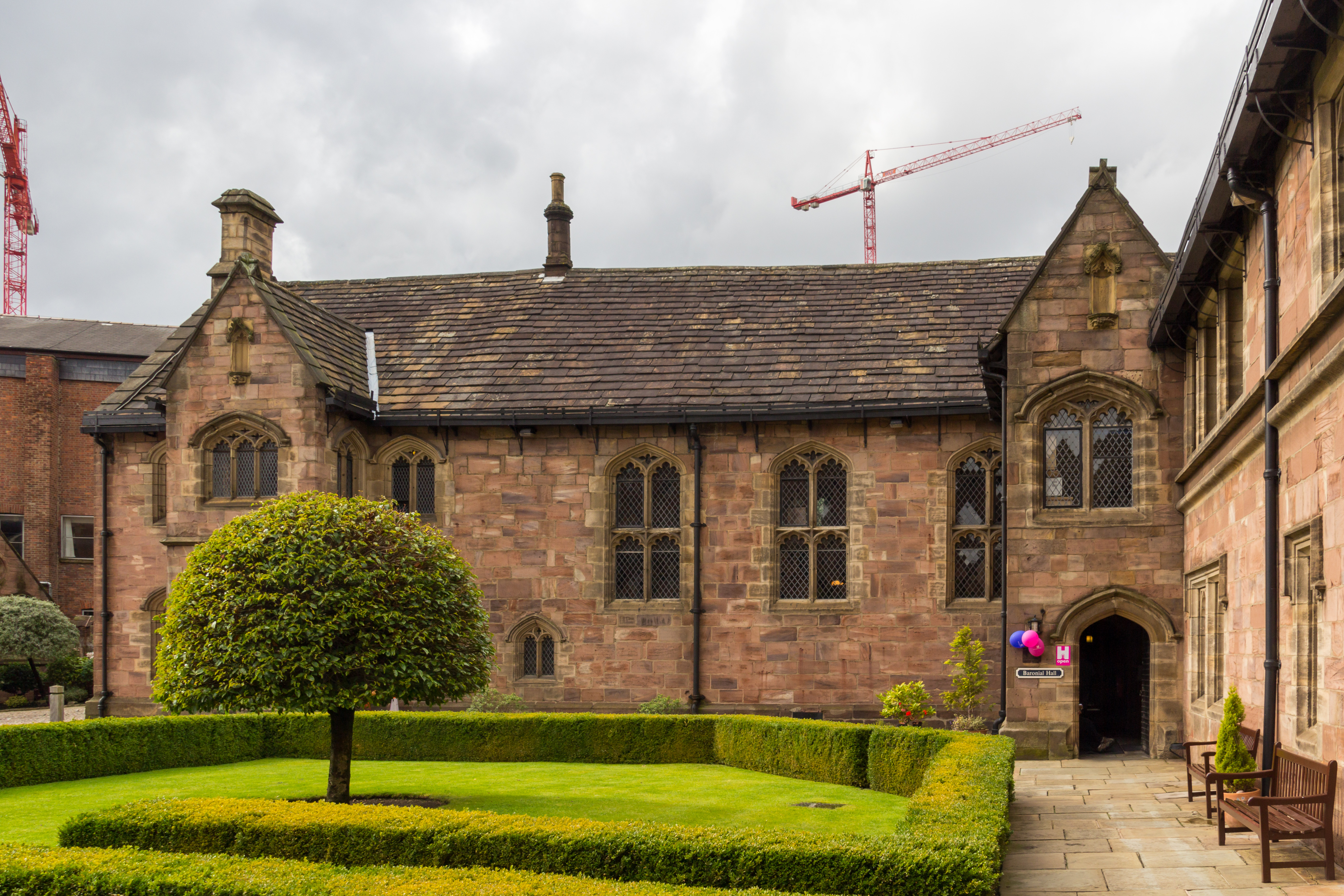
Chetham’s School of Music

Дэвид Хилл (англ. David Hill, 13 мая 1957, Карлайл, Камбрия, Великобритания) — британский дирижёр и органист, специализируется на музыке эпохи барокко.

## Биография

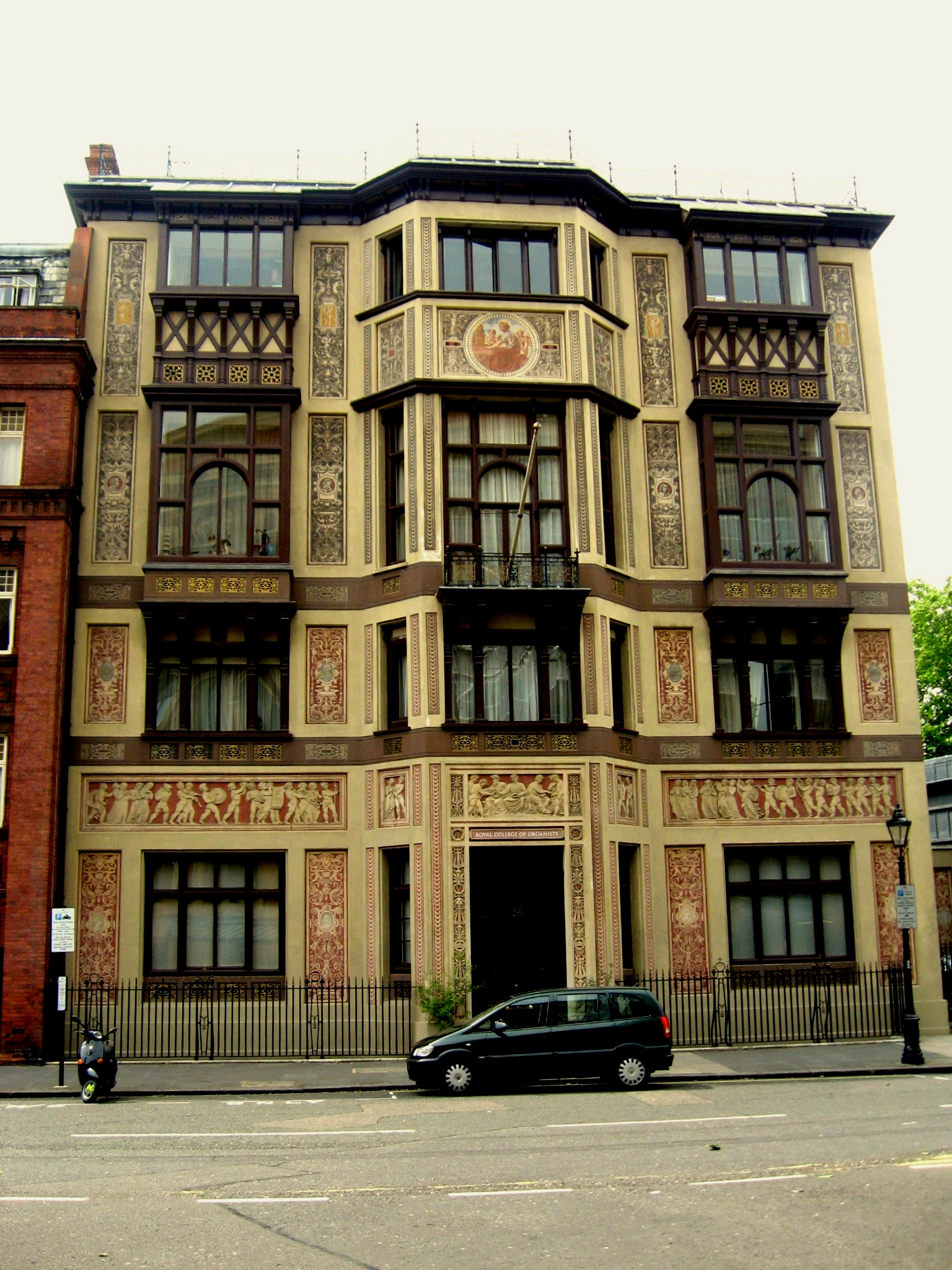
Royal College of Organists, London

Получил образование в Chetham’s School of Music и Royal College of Organists в Лондоне.
Хилл ранее занимал должности Мастера музыки в Винчестерском и Вестминстерском соборах, был музыкальным директором Wyenflete Singers, главным дирижёром ВВС Singers (с сентября 2007 года), музыкальным директором Вach Сhoir (с апреля 1998 года), главным дирижёром Soutern Sinfonia, музыкальным директором Филармонического общества Лидса, музыкальным директором в Колледже Святого Иоанна в Кембриджском университете.
Хилл выступает в качестве органиста и приглашённого дирижёра со многими известными оркестрами и ансамблями: с оркестром Лондонской филармонии, Английским камерным оркестром, Борнмутским филармоническим оркестром, Королевским филармоническим оркестром, с Нидерландским хором радио и Камерным хором RIAS, Английским камерным оркестром, Royal Northern Sinfonia, BBC National Orchestra of Wales, Royal Liverpool Philharmonic, оркестром и хором Национальной оперы Уэльса, RTÉ National Symphony Orchestra, Страсбургским филармоническим оркестром, Симфоническим оркестром Сиднея… В июне 2016 года выступил в Санкт-Петербурге со Schola Cantorum Йельского университета, исполнив «Страсти Христовы» Арво Пярта.
Дирижёр записал несколько десятков дисков: от григорианских песнопений до полифонической музыки эпохи Ренессанса, от ораторий эпохи барокко до современной академической музыки. Хилл сотрудничает с выдающимися композиторами современности, являясь первым исполнителем их произведений: Джоном Тавенером, Джонатаном Доувом, Родериком Уилльямсом. Сотрудничает с лейблом Hyperion.
В настоящее время Дэвид Хилл (с июля 2013 года) является главным дирижёром Schola Cantorum Йельского университета. Музыкант является также президентом Объединённой ассоциации органистов.

## Награды
- 2002. Присуждена почетная докторская степень Саутгемптонским университетом за заслуги в музыке.
- 2007. Почётный член Королевской школы церковной музыки.
- 2010. Почётный член Королевской академии музыки.

## Избранная дискография
- Bairstow: Choral Music. with St John’s College Choir Cambridge. David Hill (conductor). MP3. Hyperion. 99CDA67497.
- The English Orpheus. John Blow (1649—1708). Anthems. Winchester Cathedral Choir, David Hill (conductor). 2 CD. Hyperion. CDD22055.
- Jean Langlais (1907—1991). Missa Salve regina & Messe solennelle. Westminster Cathedral Choir, David Hill (conductor). Hyperion. CDH55444.
- Giovanni Pierluigi da Palestrina (1525/6-1594). Missa Papae Marcelli & Missa brevis. Westminster Cathedral Choir, David Hill (conductor). Hyperion. CDA66266.